# Jan Vostrčil
Jan Vostrčil (3. prosince 1903 Příluka – 25. ledna 1985 Kolín) byl český muzikant, kapelník a filmový herec.

## Život
Jednalo se o amatérského herce (filmového neherce), který byl od mládí muzikantem, hrával s různými dechovými kapelami. Od roku 1962 působil jakožto kapelník Kmochovy kolínské dechovky. 
Na hereckou dráhu se dostal díky režiséru Ivanu Passerovi, který jej viděl hrát s kapelou a doporučil jej svému kamarádovi a kolegovi režiséru Miloši Formanovi. Ten ho musel chvíli přesvědčovat a nejprve ho obsadil do role v podstatě jeho samotného (kapelníka Kmochova orchestru) v povídkovém filmu Konkurs, načež mu nabídl již plnohodnotnou roli otce ve filmu Černý Petr. 
Vostrčil se ze začátku do filmování nijak nehrnul a údajně podmiňoval svou účast tím, že ve filmu bude hrát jeho oblíbená dechovka. Následně se ale stal protagonistou celé řady legendárních snímků nové vlny, jako byly Lásky jedné plavovlásky, Intimní osvětlení, Svatba jako řemen nebo Hoří, má panenko. Stal se tak jedním z vůbec nejznámějších českých „herců-neherců“. Vzhledem k horšícímu se zdravotnímu stavu ale musel řadu rolí odmítat a během 70. let s filmováním úplně přestal.
Zemřel roku 1985 v Kolíně a byl pohřben na zdejším městském hřbitově.

## Filmografie
- 1979 Hodinářova svatební cesta korálovým mořem
- 1975 Páni kluci
- 1972 Návraty
- 1972 Zlatá svatba
- 1971 Metráček
- 1969 Adelheid
- 1969 Hvězda
- 1969 Zabitá neděle
- 1967 Hoří, má panenko
- 1967 Kinoautomat: Člověk a jeho dům
- 1967 Svatba jako řemen
- 1967 Zázračný hlavolam
- 1965 Intimní osvětlení
- 1965 Lásky jedné plavovlásky
- 1964 Kdyby tisíc klarinetů
- 1963 Černý Petr
- 1963 Kdyby ty muziky nebyly (povídka ze snímku Konkurs)